# Herb gminy Gniezno
Herb gminy Gniezno – jeden z symboli gminy Gniezno, ustanowiony 19 lutego 2014.

## Wygląd i symbolika
Herb przedstawia na tarczy w polu czerwonym w słup z prawej pastorał złoty krzywaśnią w lewo ozdobioną guzami (czternastoma) oraz z lewej trefl srebrny. Herb nawiązuje do faktu, że ziemie dzisiejszej gminy Gniezno należały w przeszłości do Kościoła Katolickiego.